# Мияги, Нана
На́на Смит-Ро́джерс (англ. Nana Smith Rogers, в течение игровой карьеры выступала под материнской фамилией На́на Мия́ги, яп. 宮城ナナ Мияги Нана; р. 10 апреля 1971, Сиэтл, США) — японская профессиональная теннисистка, победительница 10 турниров WTA и трёхкратный призёр Азиатских игр в женском парном разряде.

## Биография
Родители Наны Смит — американец Мюррей Смит, служащий на военной базе на Окинаве, и японка Мики Мияги. Нана родилась в Сиэтле (США) и в 13 лет с семьёй переехала на Окинаву. Отец был её постоянным тренером, но на протяжении всей карьеры она выступала под материнской фамилией и японским флагом.
После ухода из активного спорта Нана Мияги-Смит вышла замуж за Джеймса Роджерса, потомка известного комика Уилла Роджерса, и начала делать украшения. Она содержит собственный ювелирный магазин.

## Спортивная карьера

### Начало карьеры
Нана Мияги играет в теннис с пяти лет. В 17 лет Нана впервые приняла участие в турнире WTA — Pan Pacific Open — и сразу же сумела преодолеть отборочные этапы, победив в том числе соперницу из первой сотни рейтинга WTA. Во второй половине сезона 1988 года она трижды выходила в финал турниров ITF в одиночном разряде и один из них, в Чатеме, выиграла.
В своё второе появление на Pan Pacific Open Мияги уже победила в первом круге 16-ю ракетку мира Ларису Савченко перед тем, как уступить Мартине Навратиловой, второй ракетке мира и будущей победительнице турнира. В апреле 1989 года она вышла в финал турнира WTA в Тайбэе в парном разряде, уже в первом круге обыграв с Цецилией Дальман первую посеянную пару, а в августе, занимая 142-е место в рейтинге, дошла до четвертьфинала на турнире WTA I категории в Торонто, победив по пути двух посеянных соперниц, входивших в Top-50 рейтинга, прежде чем вновь уступить Навратиловой. После этого она приняла участие в матчах сборной Японии в рамках Кубка Федерации, победив соперницу из Швеции, а затем проиграв Клаудии Коде-Кильш из ФРГ.
Третье выступление на Pan Pacific, где Мияги дошла до четвертьфинала, стало для неё пропуском в первую сотню рейтинга WTA в одиночном разряде. Из других успехов 1990 года можно отметить выход в третий круг на престижном турнире в Майами и первый титул на турнирах WTA, завоёванный в парном разряде в Скенектади накануне Открытого чемпионата США. Также крупным успехом стала завоёванная на Азиатских играх в Пекине бронзовая медаль в женском парном разряде. На Уимблдонском турнире в смешанном парном разряде они с Патриком Гэлбрайтом вывели из борьбы в первом круге пятую сеяную пару и дошли до третьего круга. Следующий, 1991 год, стал для Мияги неудачным. Она не сумела закрепиться в числе ста сильнейших теннисисток в одиночном разряде, а в парном, несмотря на выигрыш уже второго турнира WTA, оставалась в рейтинге в районе третьей-четвёртой сотни.
По ходу 1992 года Мияги показала несколько хороших результатов в парном разряде, включая выход в четвертьфинал в Майами с Яюк Басуки после побед над двумя посеянными парами (в том числе второй парой турнира Гаррисон—Фернандес) и два полуфинала в менее престижных турнирах, а в конце сезона, дойдя с Басуки до финала турнира II категории в Токио, обеспечила себе место среди ста лучших теннисисток в парном разряде. В одиночном разряде её успехи были скромней и включали два финала турниров ITF (одна победа) и полуфинал турнира WTA в Тайбэе.

### 1993—1995
На Открытом чемпионате Австралии 1993 года Мияги преподнесла сюрприз в смешанном парном разряде: во втором круге они с Кентом Киннэром обыграли действующих чемпионов, Николь Провис и Марка Вудфорда, посеянных пятыми, перед тем, как в четвертьфинале уступить Зине Гаррисон-Джексон и Рику Личу. Позже в том же году Мияги добилась высшего в карьере успеха на турнирах Большого шлема: она дошла до полуфинала Открытого чемпионата США, где её партнёршей снова была Басуки. Японско-индонезийской паре в определённой степени поезло с жеребьёвкой, и до полуфинала они обыграли только одну посеянную пару, Кэти Риналди и Джилл Хетерингтон. После этого в первой половине осени они одержали две победы подряд на турнирах WTA в Восточной Азии.
В 1994 году Мияги, не добившись громких успехов, тем не менее сумела вернуться в Top-100 в одиночном разряде после того, как сначала, занимая в рейтинге место в середине четвёртой сотни, вышла в четвертьфинал в Джакарте, затем через отборочное сито дошла до второго круга Уимблдонского турнира и наконец в сентябре в Токио пробилась в полуфинал, одержав по ходу победы над восьмой ракеткой мира Линдсей Дэвенпорт и 15-й ракеткой мира Сабиной Хак. В парном разряде участие в финалах Открытого чемпионата Японии и турнира в Паттайе (оба раза с Басуки), а затем выход в третий круг на Уимблдоне с Маной Эндо позволили ей войти в число 50 лучших в рейтинге WTA. Эндо также была партнёршей Мияги на Азиатских играх в Хиросиме, где Нана завоевала вторую подряд бронзовую медаль в парном разряде, и в матчах Кубка Федерации, где японки дошли до четвертьфинала в Мировой группе.
В 1995 году Мияги также дважды доходила до финала турниров WTA в парном разряде, но только в конце в остальном неудачного сезона, на протяжении которого ей с партнёршей только один раз удалось обыграть посеянную пару в крупном турнире и который она закончила за пределами первой сотни в рейтинге. В одиночном разряде она успешно отстояла своё место в Top-100 и даже поднялась по ходу сезона на высшую в одиночной карьере 51-ю позицию, снова, однако, не добившись громких успехов. Её лучшими результатами стали полуфинал Открытого чемпионата Японии и четвертьфинал в Джакарте.

### 1996—1998
В 1996 году Мияги снова вернулась в число ведущих теннисисток мира в парах. Выиграв турнир ITF в Остине, она вернулась в первую сотню, а выход в полуфинал в Лос-Анджелесе (после побед над двумя посеянными парами) и третий круг на Открытом чемпионате США подняли её до 73-го места в рейтинге. В октябре она вышла в финал турнира II категории в Чикаго после побед над посеянными вторыми Дэвенпорт и Мэри-Джо Фернандес и над своей бывшей партнёршей Басуки, выступавшей с Каролин Вис, а в турнире в Голд-Косте (Австралия), начавшемся в конце этого года и закончившемся уже в 1997 году, ей в паре с Наоко Кидзимутой удалось завоевать свой первый титул на турнирах III категории. На этот год приходится и высший успех Мияги в одиночном разряде: в октябре она вышла в финал турнира WTA в Сурабае. По ходу сезона она взяла верх над такими восходящими звёздами женского тенниса, как Мартина Хингис и Натали Деши.
На следующий год Мияги выбыла из числа ста лучших теннисисток мира в одиночном разряде уже в марте и так и не сумела до конца года вернуться в неё, хотя была близка к этому после выхода в финал турнира ITF в Остине. Напротив, в парах этот год оказался наиболее удачным в её карьере: она не только выиграла два турнира в начале сезона, но и дошла в мае до финала Кубка мира в парном разряде, проходившего в Эдинбурге. Помимо этого, они с Наоко Кидзимутой записали на свой счёт ещё ряд хороших результатов: четвертьфинал Открытого чемпионата Австралии (после победы над седьмой посеянной парой), полуфинал Открытого чемпионата Японии и выход в третий круг на трёх остальных турнирах Большого шлема. За сезон Мияги также выиграла два турнира ITF. Успехи в начале года привели к тому, что в мае она поднялась до 12-го места в рейтинге в парном разряде, высшего в её карьере. Хорошим результатом стал также выход в третий круг Уимблдонского турнира в смешанных парах с Киннэром: во втором круге они победили 14-ю сеяную пару, а в третьем проиграли будущим чемпионам, Гелене Суковой и Цирилу Суку.
За первую половину 1998 года Мияги, как и год назад, выиграла два турнира в парном разряде, в том числе и Открытый чемпионат Японии, и второй раз подряд дошла до четвертьфинала на Открытом чемпионате Австралии, взяв в третьем круге в паре с Кидзимутой верх над Винус и Сереной Уильямс и проиграв затем посеянным первыми Дэвенпорт и Наталье Зверевой. Эта же пара остановила их в четвертьфинале турнира I категории в Индиан-Уэллс, а на Уимблдонском турнире и в четвертьфинале турнира I категории в Монреале на их пути стала уже новая первая пара мира, Мартина Хингис и Яна Новотна. Летом Мияги была признана «новичком года» профессиональной командной лиги World TeamTennis, выиграв в составе команды «New York Buzz» регулярный сезон, а завершила год двумя победами на турнирах ITF, позволившими ей сохранить место в сотне сильнейших, и завоеванием третьей подряд бронзовой медали на Азиатских играх, на этот раз в паре с Рикой Хираки. В одиночном разряде она балансировала на грани первой сотни почти весь сезон, в августе поднявшись до 87-го места.

### Завершение карьеры
В 1999 году Мияги повредила большой палец на левой руке. Хотя она продолжала выступления, травма впоследствии постоянно сказывалась на её игре, напоминая о себе болями при ударах закрытой ракеткой. Начиная с этого года значительная часть выступлений Мияги как в одиночном, так и в парном разряде приходилась на турниры ITF, где режим игр был более щадящим. Так, только за 1999 год она выиграла семь турниров этого уровня в парах и один в одиночном разряде, а также ещё несколько раз играла в финалах. На следующий год она в последний раз за карьеру дошла до четвертьфинала на Открытом чемпионате Австралии в парном разряде, где выступала с Дебби Грэм. Кроме того, она выступила в финале турнира II категории в Токио и в двух полуфиналах турниров WTA (ещё раз в Токио и в Амелия-Айленд. Она также приняла участие в Олимпийских играх в Сиднее, обыграв с Ай Сугиямой в первом круге индонезийскую пару, а во втором уступив таиландкам. Помимо этого, на её счету в этом сезоне были четыре титула в турнирах ITF, в основном в конце года, который она завершила в числе 50 лучших теннисисток мира в парном разряде.
За 2001 год Мияги выиграла один титул ITF в одиночном разряде и шесть в парах, сумев сохранить за собой место в первой сотне рейтинга в парном разряде. В 2002 году она завоевала свой последний титул в турнирах WTA, второй раз за карьеру выиграв Открытый чемпионат Японии с Синобу Асагоэ, и добавила к этой победе ещё пять в турнирах ITF. В одиночном разряде она достаточно редко проходила первые круги на турнирах ITF, а в турнирах WTA обычно останавливалась на отборочных этапах. В итоге к середине 2003 года она полностью прекратила выступления в одиночном разряде, сосредоточившись на игре в парах.
За 2003 год Нана Мияги ещё дважды доходила до финалов турниров WTA, в том числе на турнире I категории в Майами, что, наряду с полуфиналом Открытого чемпионата Франции, стало наиболее значительным результатом в её карьере. Интересно, что на этом турнире единственную победу над посеянными соперницами они с Асагоэ одержали уже в первом круге, обыграв Даниэлу Гантухову и Меган Шонесси, зато через неделю по пути в финал в Сарасоте победили две посеянных пары, в том числе первую пару турнира, Елену Докич и Надежду Петрову. Помимо этого Асагоэ и Мияги вышли в третий круг на Уимблдоне после победы над 14-й сеяной парой, но после этого уступили посеянным первыми Вирхинии Руано и Паоле Суарес. Этот сезон Мияги тоже закончила в Top 50 рейтинга.
В 2004 году Мияги также практически не выступала в одиночном разряде, но и в парах её успехи были скромными: одна победа и два поражения в финалах турниров ITF. К концу сезона она выбыла из числа ста ведущих теннисисток в парном разряде. В 2005 году на её счету уже не было ни одной победы в турнирах, а в целом за сезон она выиграла всего девять матчей, проиграв в два раза больше. Последние игры в карьере она провела в марте 2006 года, после чего в 35 лет завершила игровую карьеру.

## Стиль игры
Нана Мияги принадлежала к немногочисленной группе теннисистов, играющих двумя руками как справа, так и слева. По её собственным словам, она освоила этот стиль игры уже в пять лет, так как ракетка была для неё слишком тяжёлой. Она вспоминает, что это впоследствии помогало ей маскировать укороченные удары и направление ударов.

## Участие в финалах турниров WTA за карьеру (23)
| Легенда           |
| ----------------- |
| Большой шлем (0)  |
| Чемпионат WTA (1) |
| I категория (1)   |
| II категория (4)  |
| III категория (4) |
| IV категория (12) |
| V категория (1)   |

### Одиночный разряд (1)

#### Поражение (1)
| Дата       | Турнир                            | Покрытие | Соперница в финале | Счёт в финале |
| ---------- | --------------------------------- | -------- | ------------------ | ------------- |
| 7 окт 1996 | Wismilak Open, Сурабая, Индонезия | Хард     | Ван Шитин          | 4-6, 0-6      |

### Парный разряд (22)

#### Победы (10)
| №   | Дата        | Турнир                                         | Покрытие | Партнёр              | Соперницы в финале                       | Счёт в финале |
| --- | ----------- | ---------------------------------------------- | -------- | -------------------- | ---------------------------------------- | ------------- |
| 1.  | 20 авг 1990 | Скенектади, Нью-Йорк, США                      | Хард     | Алисия Мэй           | Вильтруд Пробст Линда Феррандо           | 6-4, 5-7, 6-3 |
| 2.  | 15 апр 1991 | Pattaya Women's Open, Таиланд                  | Хард     | Сузанна Анггаркусума | Акэми Нисия Рика Хираки                  | 6-1, 6-4      |
| 3.  | 27 сен 1993 | Саппоро, Япония                                | Ковёр    | Тесса Прайс          | Наоко Кидзимута Ёнэ Камио                | 6-4, 6-2      |
| 4.  | 4 окт 1993  | Тайбэй, Тайвань                                | Хард     | Яюк Басуки           | Кристин Канс Джо-Энн Фолл                | 6-4, 6-2      |
| 5.  | 30 дек 1996 | Gold Coast Classic, Австралия                  | Хард     | Наоко Кидзимута      | Руксандра Драгомир Сильвия Фарина        | 7-63, 6-1     |
| 6.  | 6 янв 1997  | ANZ Tasmanian International, Хобарт, Австралия | Хард     | Наоко Кидзимута      | Доминик ван Рост Барбара Риттнер         | 6-3, 6-1      |
| 7.  | 17 фев 1997 | IGA Classic, Оклахома-Сити, США                | Хард (i) | Рика Хираки          | Тами Уитлингер Мериэнн Уэрдел            | 6-4, 6-1      |
| 8.  | 5 янв 1998  | ASB Classic, Окленд, Новая Зеландия            | Хард     | Тамарин Танасугарн   | Жюли Алар-Декюжи Жанетта Гусарова        | 7-61, 6-4     |
| 9.  | 13 апр 1998 | Открытый чемпионат Японии, Токио               | Хард     | Наоко Кидзимута      | Эми Фрейзер Рика Хираки                  | 6-3, 4-6, 6-4 |
| 10. | 30 сен 2002 | AIG Japan Open, Токио (2)                      | Хард     | Синобу Асагоэ        | Светлана Кузнецова Аранча Санчес-Викарио | 6-4, 4-6, 6-4 |

#### Поражения (12)
| №   | Дата        | Турнир                                              | Покрытие | Партнёр           | Соперницы в финале               | Счёт в финале  |
| --- | ----------- | --------------------------------------------------- | -------- | ----------------- | -------------------------------- | -------------- |
| 1.  | 24 апр 1989 | Тайбэй, Тайвань                                     | Хард     | Цецилия Дальман   | Хетер Ладлофф Мария Линдстрём    | 6-4, 5-7, 3-6  |
| 2.  | 21 сен 1992 | Nichirei International Championships, Токио, Япония | Ковёр    | Яюк Басуки        | Робин Уайт Мэри-Джо Фернандес    | 4-6, 4-6       |
| 3.  | 4 апр 1994  | Открытый чемпионат Японии, Токио                    | Хард     | Яюк Басуки        | Мами Доносиро Ай Сугияма         | 4-6, 1-6       |
| 4.  | 11 апр 1994 | Pattaya Women's Open, Таиланд                       | Хард     | Яюк Басуки        | Мередит Макграт Патти Фендик     | 6-70, 6-3, 3-6 |
| 5.  | 2 окт 1995  | Wismilak Open, Сурабая, Индонезия                   | Хард     | Стефани Рис       | Петра Камстра Тина Крижан        | 6-2, 4-6, 1-6  |
| 6.  | 13 ноя 1995 | Pattaya Women's Open (2)                            | Хард     | Кристин Гудридж   | Кристин Канс Джилл Хетерингтон   | 6-2, 4-6, 3-6  |
| 7.  | 28 окт 1996 | Чикаго, США                                         | Ковёр    | Анджела Леттьер   | Лиза Реймонд Ренне Стаббс        | 1-6, 1-6       |
| 8.  | 18 ноя 1996 | Volvo Women’s Open, Паттайя (3)                     | Хард     | Тина Крижан       | Юка Ёсида Михо Саэки             | 2-6, 3-6       |
| 9.  | 21 мая 1997 | World Doubles Cup, Эдинбург, Великобритания         | Грунт    | Рейчел Макквиллан | Николь Арендт Манон Боллеграф    | 1-6, 6-3, 7-5  |
| 10. | 2 окт 2000  | Toyota Princess Cup, Токио                          | Хард     | Паола Суарес      | Жюли Алар-Декюжи Ай Сугияма      | 0-6, 2-6       |
| 11. | 19 мар 2003 | NASDAQ-100 Open, Майами, США                        | Хард     | Синобу Асагоэ     | Магдалена Малеева Лизель Хубер   | 4-6, 6-3, 5-7  |
| 12. | 31 мар 2003 | Сарасота, Флорида, США                              | Грунт    | Синобу Асагоэ     | Мартина Навратилова Лизель Хубер | 6-78, 3-6      |

## Комментарии
1. ↑  Двуручный бэкхенд и форхенд